# The Necessity of Atheism

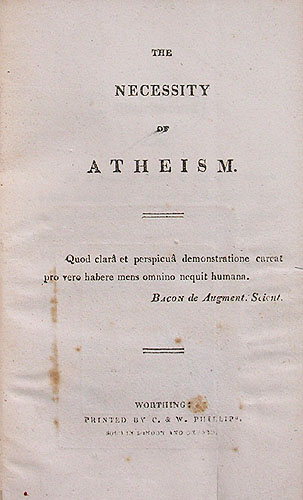
Pàgina de títol del 1811. Worthing: C. i W. Phillips

The Necessity of Atheism (en català, La necessitat de l'ateisme) és un tractat sobre ateisme escrit pel poeta anglés Percy Bysshe Shelley, imprés el 1811 per C. i W. Phillips a Worthing, quan ell estudiava a la Universitat d'Oxford. Una còpia de la primera versió s'envià com un petit tractat signat enigmàticament a tots els directors dels col·legis de la Universitat d'Oxford. Llavors, el contingut del tractat era tan xocant per a les autoritats que Shelley fou expulsat després de refusar a negar l'autoria, juntament amb el seu company i amic Thomas Jefferson. Una edició revista i expandida se'n publicà el 1813.

## Sinopsi
El tractat comença amb aquest raonament dels objectius de l'autor:
Com l'amor per la veritat és l'únic motiu que motiva l'autor d'aquest petit tractat, implora sincerament que aquells dels seus lectors que puguen descobrir alguna deficiència en el seu raonament, o puguen estar en possessió de proves que la seua ment mai no podria obtenir, que les oferisquen juntament amb les seues objeccions al públic, tan breument, tan metòdicament, tan clarament com ell s'ha pres la llibertat de fer. —  Percy Bysshe Shelley, La necessitat de l'ateisme
Shelley va fer una sèrie d'al·legacions en aquesta obra, com ara que les creences individuals són involuntàries i, per tant, els ateus no escullen ser així i no han de ser pas perseguits. A la fi del pamflet, diu: "la ment no pot creure en l'existència d'un Déu". Shelley signà el pamflet Thro'deficiència de prova, AN ATHEIST, que dona una idea de la naturalesa empirista de les seues creences. Segons Berman, Shelley també pensava haver "refutat tots els tipus possibles d'arguments per a l'existència de Déu", però el mateix Shelley va animar els lectors a oferir-ne proves. Les opinions es divideixen pel que fa a la caracterització de les creences de Shelley, en el moment de la redacció de l'assaig. En l'inici de la seua nota sobre el vers "No hi ha Déu" del Cant VII de la Reina Mab, publicada només dos anys després i basada en la Necessitat de l'ateisme, Shelley qualifica la seua definició d'ateisme:
Déu no existeix. Aquesta negació ha de ser entesa només perquè afecta una Deïtat creativa. La hipòtesi d'un Esperit penetrant coetern amb l'univers roman indemostrable. —  Percy Bysshe Shelley, Reina Mab, Cant VII, Nota 13.
Shelley cita el panteista holandés Baruch Spinoza més endavant en la Nota, però sense cap declaració de punts de vista panteistes.
Carlos Baker afirma que "el títol del seu pamflet de la facultat hauria d'haver estat The Necessity of Agnosticism, en lloc de The Necessity of Atheism", mentre que l'historiador David Berman opina que Shelley era ateu, tant perquè es caracteritzava com a tal, com perquè "nega l'existència de Déu tant en obres publicades com en cartes particulars" en aquell període.
Tot i que La necessitat de l'ateisme s'atribuís exclusivament a Shelley, l'historiador de l'ateisme David Berman diu que Shelley "probablement el va ajudar el seu amic T. J. Hogg".

## Format
El pamflet original, el va descriure Percy Vaughan com "un sol full de paper doblegat en vuité, amb mig títol (amb revers en blanc), pàgina de títol ... (amb revers en blanc), Anunci (amb revers en blanc) i text de 7 pàgines a 13. Al peu de la pàgina 13 hi ha imprés "Phillips, Printers, Worthing", i el revers de la pàgina està en blanc. Un full en blanc completa el foli".